# 凤阁岭站
凤阁岭站是一个陇海线上的铁路车站，位于陕西省宝鸡市陈仓区凤阁岭镇，建于1945年。 目前为五等站，主要担当列车到发、会让作业。